# Zatrzymanie (prawo)

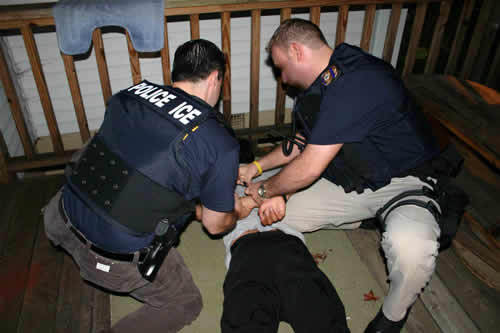
Zatrzymanie dokonywane przez amerykańskich funkcjonariuszy

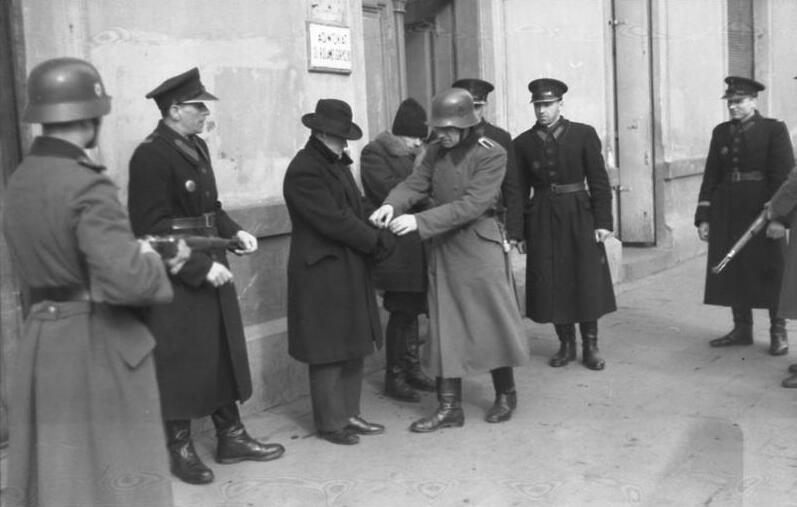
Zatrzymanie przez policjantów w czasie II wojny światowej

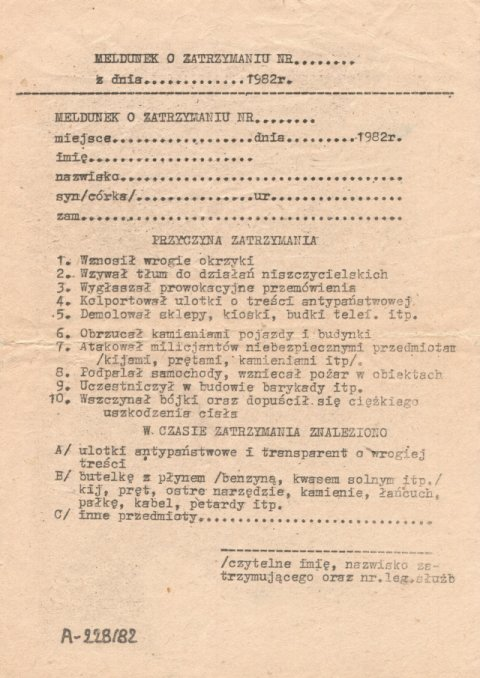
Meldunek o zatrzymaniu przez Milicję Obywatelską, formularz z 1982 r.

Zatrzymanie – środek przymusu w postaci pozbawienia wolności, jaki ma prawo zastosować Policja i inne uprawnione organy ścigania (m.in. Centralne Biuro Antykorupcyjne, Agencja Bezpieczeństwa Wewnętrznego, Straż Graniczna, Służba Celno-Skarbowa, Żandarmeria Wojskowa) w stosunku do osoby podejrzanej, jeżeli istnieje uzasadnione przypuszczenie, że popełniła ona przestępstwo i jednocześnie zachodzi obawa, iż się ukryje lub zatrze ślady przestępstwa (dowody). Prokuratura może wydać postanowienie zatrzymania podejrzanego. Poza tym każdy ma prawo ująć osobę na gorącym uczynku przestępstwa lub w pościgu podjętym bezpośrednio po popełnieniu przestępstwa, jeżeli zachodzi obawa ukrycia się tej osoby lub nie można ustalić jej tożsamości, osobę ujętą należy niezwłocznie oddać w ręce Policji, Żandarmerii Wojskowej lub innego organu ścigania.
Zgodnie z Konstytucją RP i kodeksem postępowania karnego, zatrzymany powinien być niezwłocznie i w zrozumiały dla niego sposób poinformowany o przyczynach zatrzymania (z którego należy sporządzić protokół) i o przysługujących mu prawach, w tym o prawie do skorzystania z pomocy adwokata lub radcy prawnego, do korzystania z bezpłatnej pomocy tłumacza, jeżeli nie włada w wystarczającym stopniu językiem polskim, do złożenia oświadczenia i odmowy złożenia oświadczenia, do otrzymania odpisu protokołu zatrzymania, do dostępu do pierwszej pomocy medycznej oraz o prawach wniesienia zażalenia do sądu.
Zatrzymany powinien być zwolniony niezwłocznie po ustaleniu przyczyn zatrzymania, po maksymalnie 48 godzinach. W wypadku wystąpienia przez prokuratora do sądu z wnioskiem o tymczasowe aresztowanie zatrzymany musi być doprowadzony przed oblicze sądu w terminie do 48 godzin. Sąd ma 24 godziny na wydanie postanowienia w przedmiocie zastosowania lub odmowy tymczasowego aresztowania. Ponowne zatrzymanie osoby podejrzanej na podstawie tych samych faktów i dowodów jest niedopuszczalne.
Osobie zatrzymanej przysługuje prawo wniesienia zażalenia do sądu, który niezwłocznie (w terminie instrukcyjnym do 7 dni) je rozpatruje i w razie uznania bezpodstawności zatrzymania poleca natychmiastowe zwolnienie zatrzymanego lub – jeśli zwolnienie to już nastąpiło – orzeka o bezprawności zatrzymania co jest podstawą do roszczenia o odszkodowanie za bezprawne pozbawienie wolności kierowanego przeciwko Skarbowi Państwa. W prawie polskim nie obowiązuje instytucja habeas corpus, której istotą jest obligatoryjne doprowadzenie każdej zatrzymanej osoby (niezależnie od jej żądania) do sądu celem potwierdzenia legalności zastosowania tego środka przymusu. Obligatoryjność ta nie jest konieczna, gdyż Międzynarodowy Pakt Praw Obywatelskich i Politycznych żąda jedynie gwarancji, że Każdy pozbawiony wolności przez aresztowanie lub zatrzymanie ma prawo odwołania się do sądu w celu niezwłocznego orzeczenia przez sąd o legalności zatrzymania i zarządzenia zwolnienia, jeżeli to zatrzymanie okaże się bezprawne (art. 9), to samo głosi Europejska konwencja praw człowieka w art. 5.

## Podstawy prawne
- Ustawa z dnia 6 czerwca 1997 r. Kodeks postępowania karnego (Rozdział 27 "Zatrzymanie", art. 243 - 248)
- Ustawa z dnia 24 sierpnia 2001 r. Kodeks postępowania w sprawach o wykroczenia (art. 45)
- Ustawa z dnia 12 grudnia 2013 r. o cudzoziemcach (art. 394)
- Ustawa z dnia 6 kwietnia 1990 r. o Policji (art. 15)
- Ustawa z dnia 9 czerwca 2006 r. o Centralnym Biurze Antykorupcyjnym (art. 14)
- Ustawa z dnia 12 października 1990 r. o Straży Granicznej (art. 11)